# Los Pinos, San Luis Acatlán
Los Pinos är en ort i Mexiko.   Den ligger i kommunen San Luis Acatlán och delstaten Guerrero, i den sydöstra delen av landet, 280 km söder om huvudstaden Mexico City. Los Pinos ligger 833 meter över havet och antalet invånare är 112.
Terrängen runt Los Pinos är lite bergig. Runt Los Pinos är det ganska glesbefolkat, med 45 invånare per kvadratkilometer. Närmaste större samhälle är San Luis Acatlán, 17,2 km söder om Los Pinos. I omgivningarna runt Los Pinos växer huvudsakligen savannskog.